# Emoia callisticta
Emoia callisticta — вид сцинкоподібних ящірок родини сцинкових (Scincidae). Ендемік Індонезії.

## Поширення і екологія
Emoia callisticta мешкають на заході півострова Чендравасіх, на островах архіпелагу Раджа-Ампат та на островах Гаг і Гебе. Вони живуть в чагарниковому і трав'янистому підліску вологих тропічних лісів.